# 愛爾蘭皇后號
愛爾蘭皇后號（英語：RMS Empress of Ireland）是一艘冠以「皇家邮政船」前缀的英國远洋班轮，該船隻在1914年5月29日清晨前往利物浦途中，於加拿大聖勞倫斯河河口附近，在濃霧中與挪威煤船斯托斯塔德號相撞後沉沒。儘管該船配備了水密艙室，並在兩年前鐵達尼號沉沒事故後搭載足夠救生艇供全體乘客使用，但船隻仍在僅僅14分鐘內沉沒。在1,477名乘客與船員中，有1,012人罹難，成為加拿大和平時期最嚴重的海難事件。
愛爾蘭皇后號與其姊妹船英國皇后號皆由費爾菲爾德造船與工程公司於蘇格蘭克萊德河加文建造。 這些郵輪是由加拿大太平洋輪船公司（CPR）委託建造，用於跨大西洋航線的利物浦至魁北克市航線。當時橫貫加拿大的CPR鐵路與其郵輪艦隊被該公司自稱為「世界上最偉大的交通運輸系統」。愛爾蘭皇后號在失事時正執行其第96次航行。
愛爾蘭皇后號的殘骸位於水深約40公尺處，對技術較為熟練的潛水員來說可供探索。多件沉船遺物已被打撈，其中部分在位於魁北克省里穆斯基波因特歐佩爾海事歷史遺址的愛爾蘭皇后號展館內展出，亦有部分陳列於新斯科細亞省哈利法克斯的加拿大21碼頭移民博物館。加拿大政府已通過立法保護該沉船遺址。

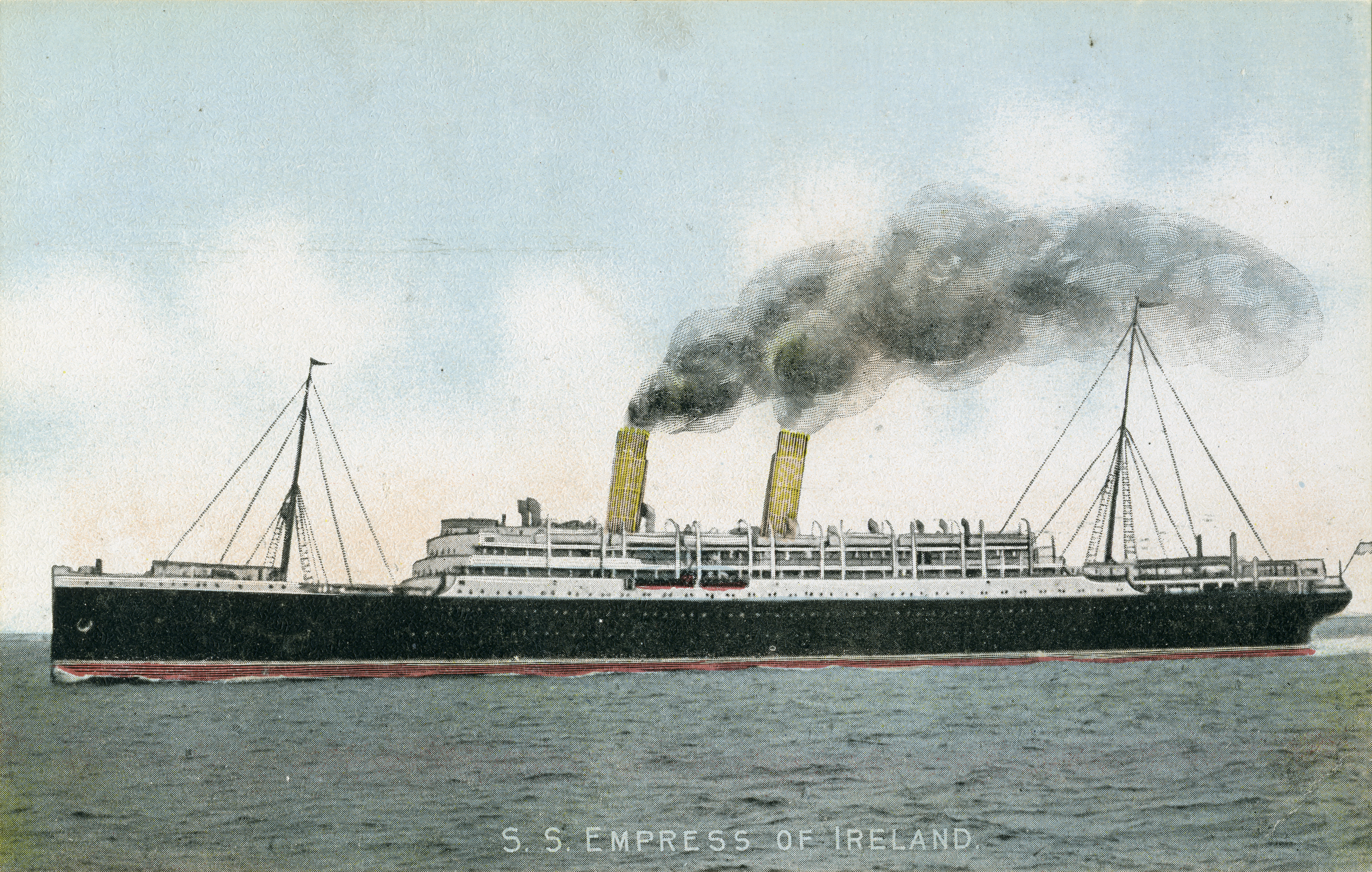
愛爾蘭皇后號

## 背景
愛爾蘭皇后號是一對遠洋郵輪姊妹艦中的第二艘，這對郵輪由加拿大太平洋輪船公司 在其經營北大西洋航線初期所訂購。1903年，加拿大太平洋正式進入大西洋兩岸旅客運輸市場，提供往返於大不列顛及愛爾蘭聯合王國與加拿大之間的航班。
該年2月，他們收購了Elder Dempster 公司，藉此從其子公司比佛線取得三艘船：尚普蘭湖號（Lake Champlain）、伊利湖號（Lake Erie）與馬尼托巴湖號（Lake Manitoba）。其中尚普蘭湖號是第一艘投入該公司既有航線（即往返利物浦、英格蘭與蒙特婁、魁北克）的船，首航於翌年4月啟程。該航線在北大西洋貿易中迅速取得成功，在首年內，這三艘船完成了33趟西行航程，共運送23,400名三等艙旅客，其中多數為準備移民至加拿大的人士。

## 描述與建造

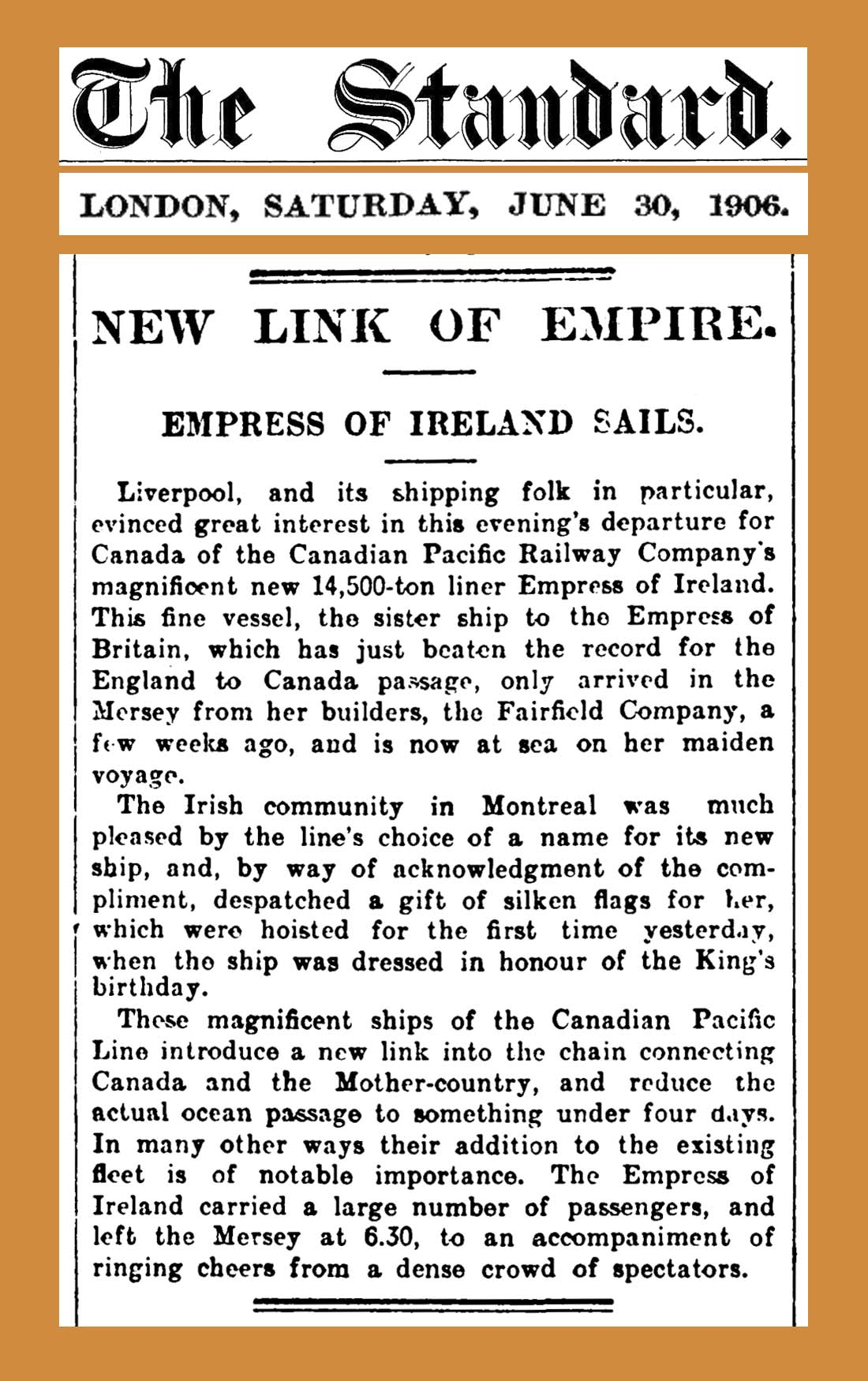
愛爾蘭皇后號與其姊妹艦「英國皇后號」首航宣傳廣告，強調其乘客容量與航速，聲稱能在四天內完成「加拿大與祖國」之間的航程。

1904年初，費爾菲爾德造船與工程公司於蘇格蘭格拉斯哥展開愛爾蘭皇后號與其姊妹艦英國皇后號的建造工程。這對郵輪由法蘭西斯·艾爾加設計，規劃為雙螺旋槳推進，巡航速度為18節（33每小時；21英里每小時）。兩艘郵輪外觀幾乎一致，均配置兩座煙囪與兩根桅杆，可搭載超過1,500名乘客。
在最初的命名階段，兩艘船原擬分別命名為德意志皇后號（Empress of Germany）與奧地利皇后號（Empress of Austria），但後來依據新制定的命名政策進行更改。該政策規定，未來所有以皇后（Empress）命名的加拿大太平洋公司船隻，應分別命名自大英帝國的屬地或殖民地，因而最終定名為英國皇后號與愛爾蘭皇后號。
愛爾蘭皇后號的安全設計包括十道水密艙壁，將船體劃分為十一個艙段，可透過關閉二十四扇水密艙門來封閉各個區隔。所有十一道艙壁自雙層底延伸至緊鄰遮蔽甲板（Shelter Deck）下方，等同於水線上三層甲板的位置。按設計理論，該船即使有兩個相鄰的艙段進水仍能保持浮力。然而，到了1914年，一項設計上的致命缺陷顯現。與鐵達尼號不同，愛爾蘭皇后號的水密艙門可由船艙艦橋上的開關遠端關閉；而在愛爾蘭皇后號上，所有水密艙門都需由人力手動關閉。
此外在鐵達尼號沉沒事故之後，愛爾蘭皇后號與許多其他郵輪一樣，更新了其救生設備。1906年投入服務時，她配備的是標準木製救生艇；到了1912年，已更換為16艘鋼製救生艇，安裝在傳統的輻射型吊艇架上，其下另存放26艘可折疊的木製救生艇，總共可容納1,686人，比其核定載客量多出280人。
愛爾蘭皇后號於1906年1月27日船舶下水。根據其原始配置，船上需373名船員，可在七層甲板上安置1,542名乘客，分為四個艙等。

### 艙內設施
愛爾蘭皇后號的頭等艙設施位於上層與下層的遊步甲板及遮蔽甲板的中央區段，滿載時可容納310名乘客。乘客可進出開放式的上層船艇甲板，亦可進入兩條封閉式的遊步甲板，這兩條甲板沿著上層與下層遊步甲板的外圍全長延伸。上層遊步甲板設有音樂室，配有內嵌式沙發與一座三角鋼琴，鋼琴環繞著本船最具代表性的建築特色之一：一座位於頭等艙餐廳上方的玻璃穹頂。此外，本層還設有主樓梯的頭等艙上端平台，樓梯朝船尾方向延伸兩層甲板，通往頭等艙餐廳入口，其配置與鐵達尼號上的樓梯設計類似。
下層遊步甲板前方設有頭等艙圖書館，窗戶朝向船艏；中段設有頭等艙咖啡廳，其天花板有一處中空井道，連接上方兩層的餐廳挑高空間；船尾則設有頭等艙吸煙室。再往下一層的遮蔽甲板則是典雅的頭等艙餐廳，一次可容納224人同時用餐。此外，遮蔽甲板前端另設有一處最多可容納30名頭等艙兒童用餐的獨立餐廳。三層艙區分布著不同配置的兩人與四人寢艙。
二等艙位於船尾，分布於下層遊步甲板、遮蔽甲板、上層甲板與主甲板，容量比頭等艙多出150人，設計上可容納多達468名乘客。乘客可使用下層遊步甲板尾端的開放式甲板區，該區從上層建築尾端延伸至船尾的靠泊艙橋下方。一層下的遮蔽甲板亦設有額外的開放甲板區，並由上層甲板遮蔽。遮蔽甲板尾端設有二等艙吸煙室，其設計風格與頭等艙相似但更為簡潔，外牆設有內嵌式長椅，並配有鄰近的吧台。甲板前端、船尾桅杆下方設有二等艙入口，樓梯可通往下方兩層直達主甲板。主階梯著陸處後方是二等艙交誼廳，配置與吸煙室類似，亦配備鋼琴；而入口前方則為二等艙餐廳，可同時容納256名乘客用餐。在上層甲板右舷，以及主甲板機艙外殼後方的三個艙段內，設有兩人與四人寢艙，可視需要轉換為頭等艙或三等艙。根據船艙平面圖，上層甲板的艙室可供134名乘客使用，設計上可轉為頭等艙；而主甲板上的艙室則可同時轉換為供234名三等艙乘客使用。

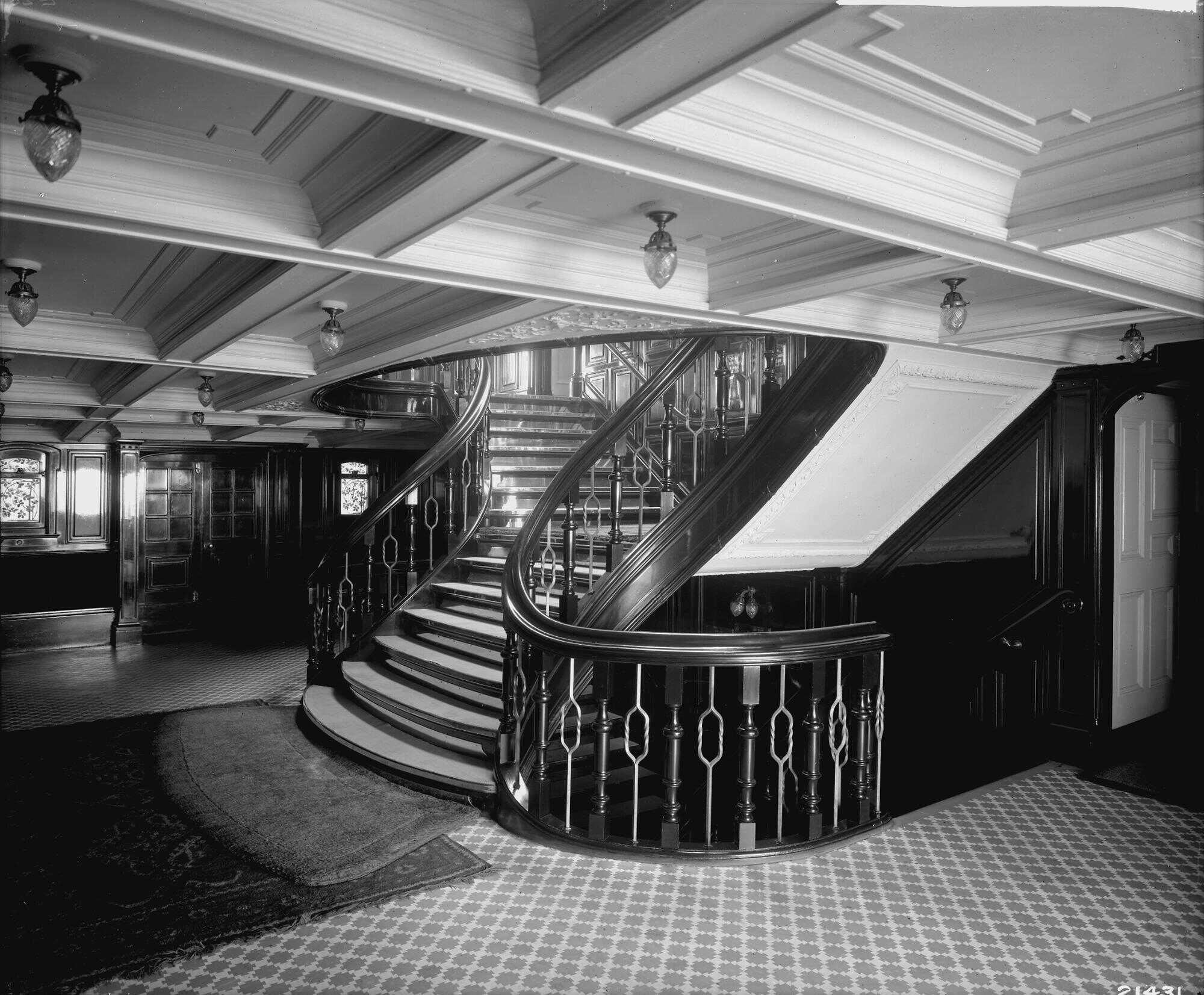
下層遊步甲板的頭等艙入口。樓梯向上通往頭等艙音樂室，向下為頭等艙餐廳。
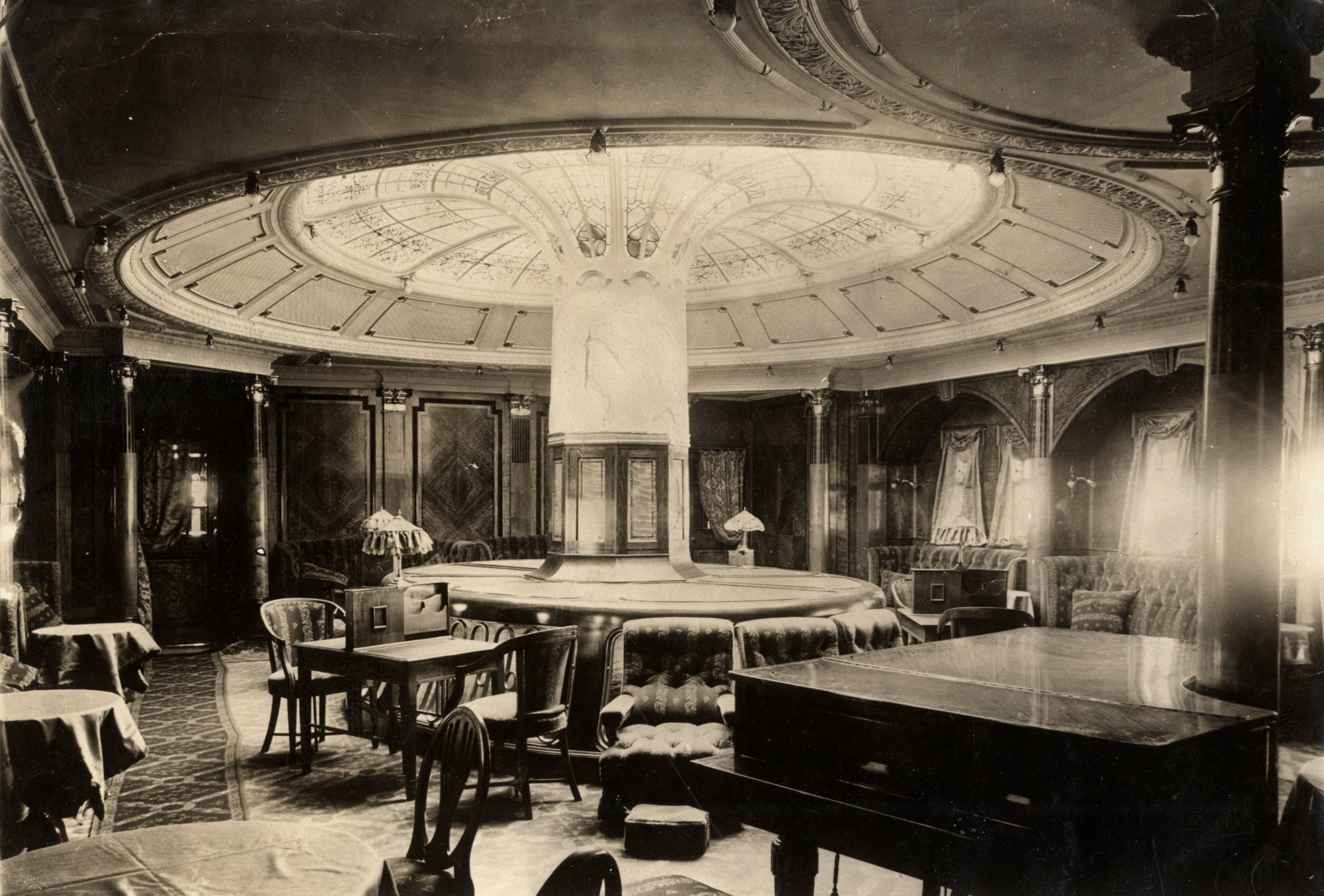
頭等艙閱覽室
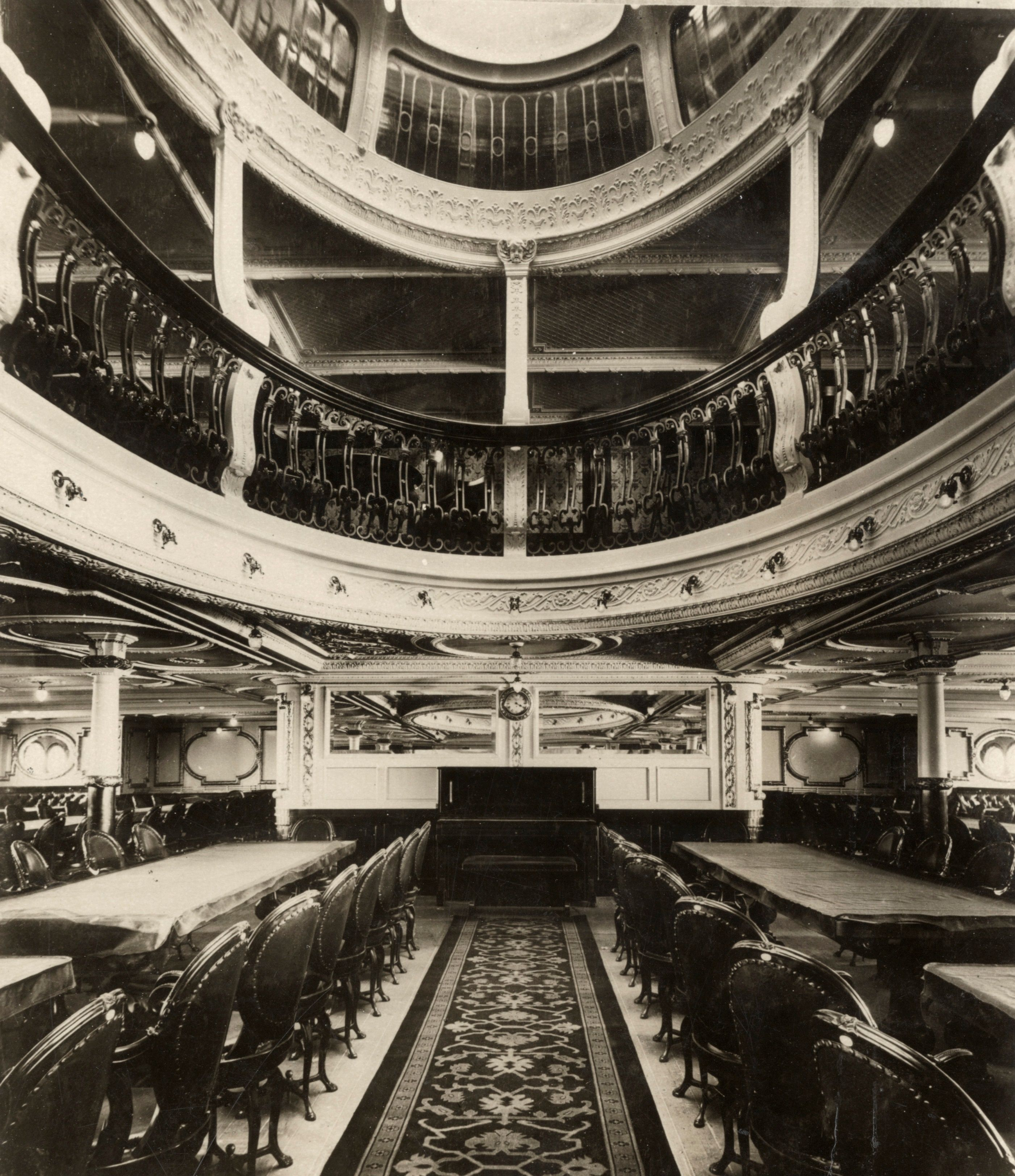
頭等艙主餐廳
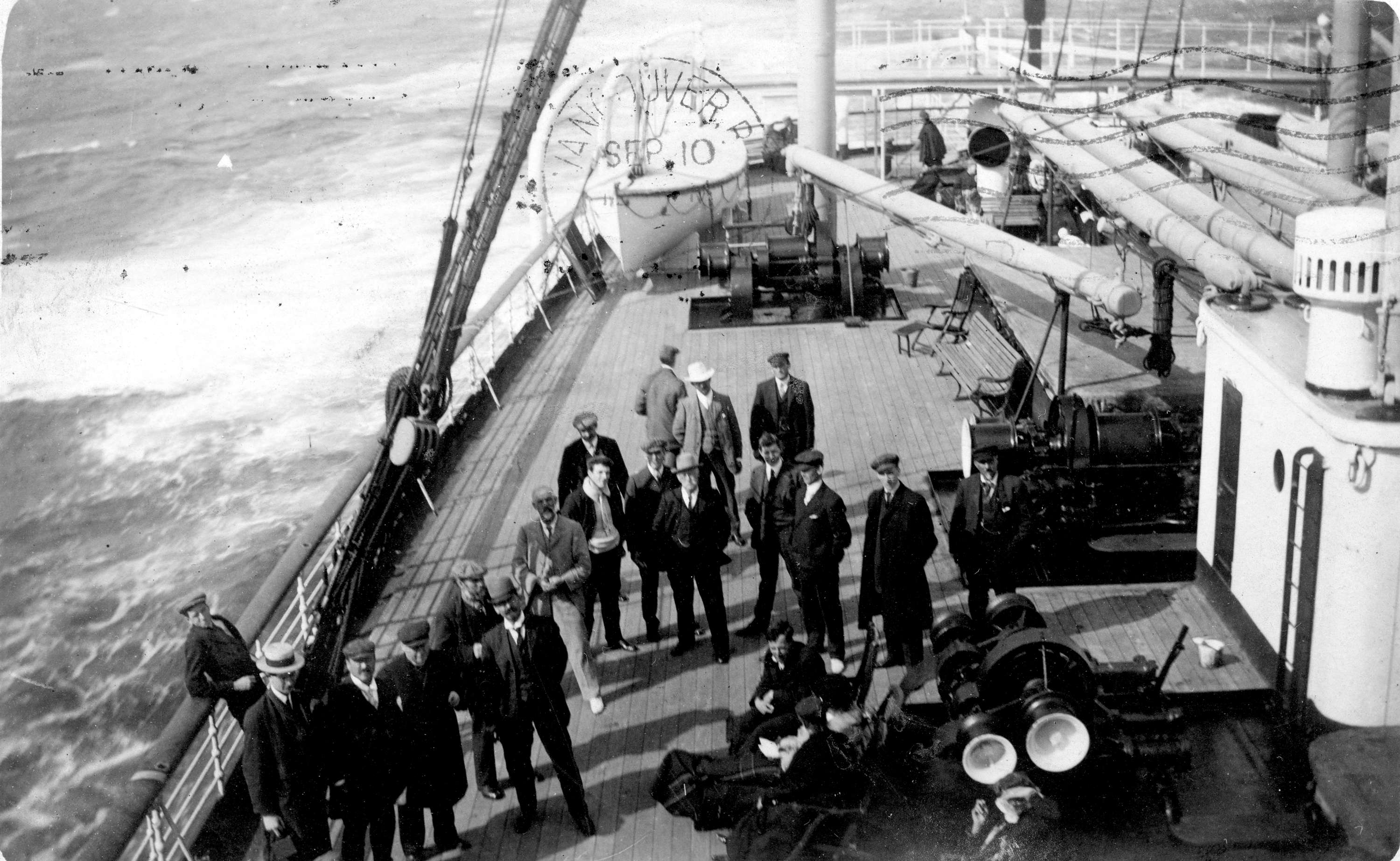
愛爾蘭皇后號甲板上的人們

至於移民與低收入階層旅客，愛爾蘭皇后號的設計反映了20世紀初至第一次世界大戰爆發前北大西洋移民旅運的重大變革。她的艙等配置同時包括「舊式」與「新式」艙底艙（移民艙），總共可在船艏配置764名乘客。這兩種艙等旅客共享部分公共空間，包括遮蔽甲板前方的艙區，與上層甲板上的一處大型開放空間，後者與日後鐵達尼號上的開放甲板極為類似。這個開放空間橫跨全船寬度，長度達兩個水密艙段，四周配置木製長椅，中央則設有木柵圍起的大型兒童沙坑。該空間後端設有兩間小型公共房間，並排設於艙壁旁。左舷為三等艙女士休息室，內部配有鋼琴；右舷則為三等艙吸煙室，附設鄰近的吧台。
在主甲板與下層甲板，移民艙分為兩種：新式移民艙，即常說的三等艙，可容納494人；舊式移民艙則可容納270人。三等艙分為四個艙段，由水密艙壁劃分，每段設有兩人、四人與六人寢艙，分布於主甲板三段與下層甲板一段。主甲板三等艙艙段後方則為三等艙餐廳，一次可容納300名乘客同時用餐。舊式移民艙分為三段開放式艙位，分布於主甲板一段與下層甲板兩段，均位於三等艙艙區之前。每段艙室皆配有上下鋪床位、獨立儲藏櫃、長木桌與長板凳。

## 服役歷程

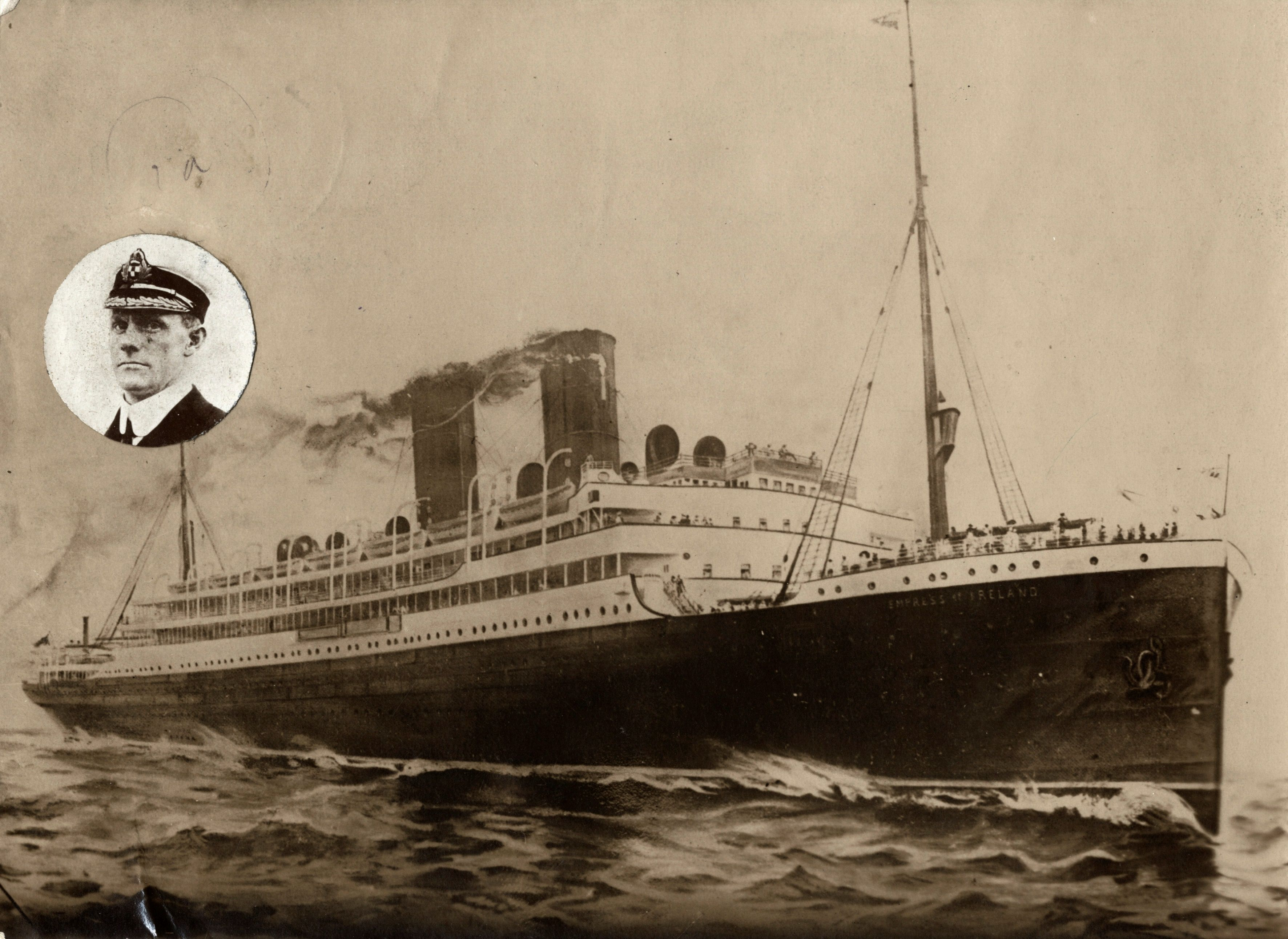
描繪愛爾蘭皇后號的明信片。

在英國皇后號投入服務兩個月後，愛爾蘭皇后號於1906年6月29日（星期四）自利物浦啟航，展開前往魁北克市的處女航。隔日清晨，她在位於愛爾蘭北岸莫維爾停靠，接載一批愛爾蘭移民，隨後駛向大西洋。此航次共載有1,257名乘客，其中頭等艙119人、二等艙342人，三等艙則嚴重超載至796人，其中包含大量孩童與嬰兒。 三等艙的超額訂位預示了愛爾蘭皇后號未來在移民市場上的高人氣，當次航行中甚至有至少100名已預訂船票的旅客被迫留在利物浦，等待下一班船。
1906年7月6日下午，愛爾蘭皇后號抵達聖勞倫斯河河口，並在魁北克省龐特奧皮爾接上一位引水人，協助船舶完成最後300公里航程進入魁北克市。當船駛至里穆斯基外海時，一艘小艇接近本船，收取運往加拿大的郵件並送來一組負責迎接郵輪靠港的工作人員。這批人員包括加拿大太平洋鐵路公司的票務代理人，協助旅客安排轉乘火車前往全加拿大各地；移民官與海關官員，負責檢查行李與證件；以及隨船登檢醫生，檢視所有乘客健康狀況，以確定是否有需要送往格羅斯島檢疫站隔離的個案。除了1名乘客外，所有人皆通過檢查。翌日清晨，愛爾蘭皇后號抵達魁北克市，旅客下船並開始卸載貨物。完成為期六天的周轉後，她於7月12日啟程展開首次返航至利物浦的東向航程。
接下來的八年間，愛爾蘭皇后號持續往返於英國與加拿大之間，運送旅客與貨物。依據季節不同，她靠港的加拿大港口也會變動——每年5月至10月航行至魁北克市，11月至翌年4月則改至新斯科細亞省哈利法克斯與紐布朗斯維克省聖約翰，以避開結冰的聖勞倫斯河。至1913年，愛爾蘭皇后號已裝設無線電報設備，運作頻率為300與600米波段。她的無線電呼號為MPL。
愛爾蘭皇后號最後一次成功航程為1914年5月22日，當日她自利物浦抵達魁北克市，正式完成第95次往返航行。至此，她已自英國西行運送119,262名旅客前往加拿大， 又自加拿大東行運送67,838名旅客返英。

## 最後航程
愛爾蘭皇后號於1914年5月28日東部標準時間下午16時30分自魁北克市啟航前往利物浦，船員420人，搭載乘客1,057人，約為其總載客量的三分之二。頭等艙乘客人數相對較少，僅有87人訂位。然而，即使數量不多，船上仍包括來自大西洋兩岸一些相當知名的人士。

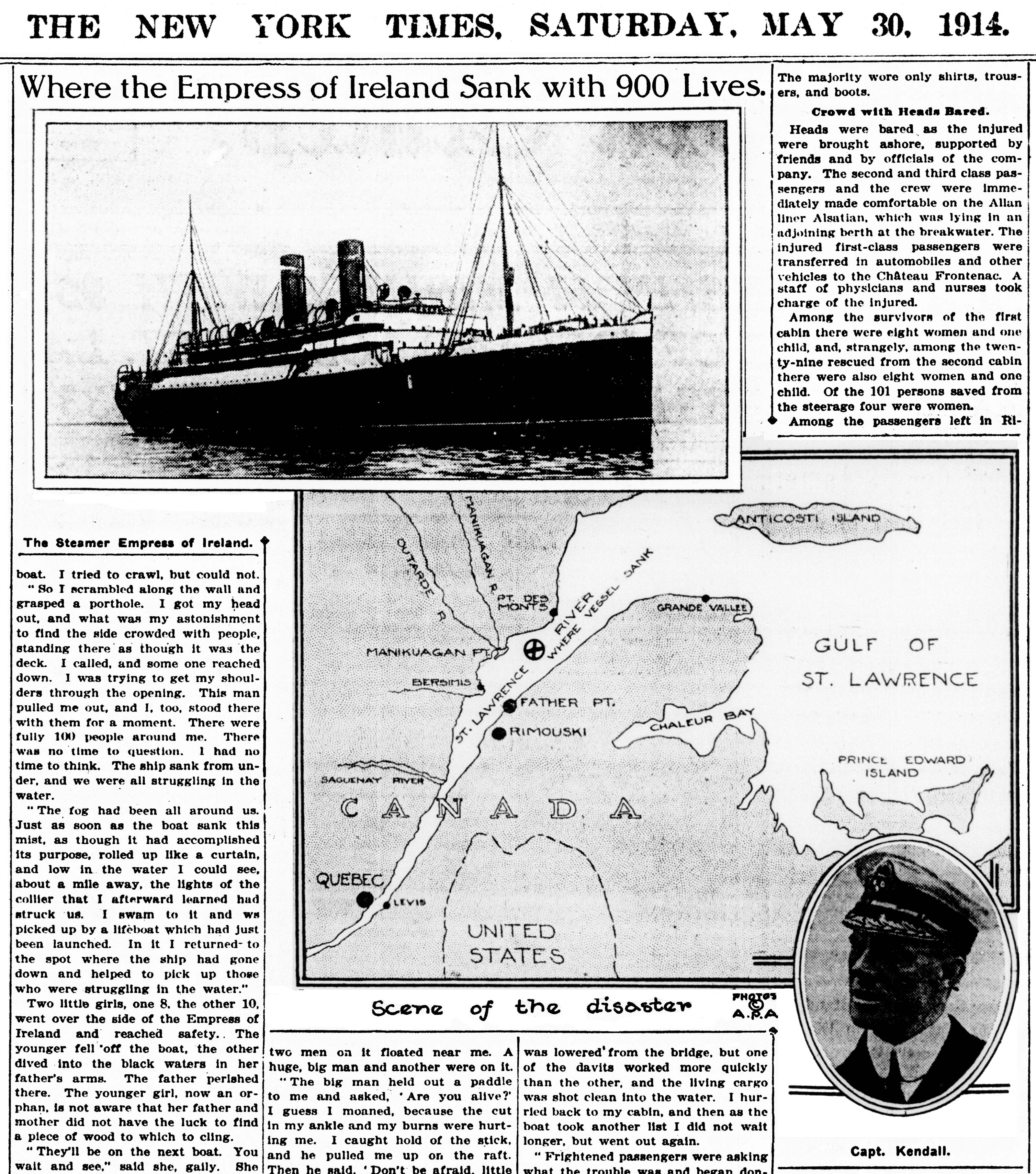
報紙第一手報導附地圖，標示愛爾蘭皇后號於聖勞倫斯河沉沒地點，距魁北克市不到250英里（約400公里）。

- 新西蘭第三騎兵團（3rd Mounted Regiment）羅伯特·布魯姆菲爾德上校（Col. Robert Bloomfield）與其妻子伊莎貝拉（Isabella）及女兒希爾達（Hilda）。[18]
- （勞倫斯·悉尼·布羅德里布·歐文（英语：Laurence Sydney Brodribb Irving）），著名維多利亞時代舞台劇演員亨利·歐文爵士（英语：Sir Henry Irving）之子，自1912年起攜妻子暨舞台搭檔梅貝爾·哈克尼（英语：Mabel Hackney）巡迴澳洲及北美舞台。[19]
- 英國下議院前議員亨利·塞頓-卡爾爵士（英语：Sir Henry Seton-Karr），剛從英屬哥倫比亞狩獵回程。[20]
- 加拿大最大藥廠Lyman, Sons & Co.負責人亨利·萊曼（Henry Lyman），正與年輕妻子佛羅倫斯（Florence）赴歐度蜜月。[21]
- 《金融時報》副主編華萊士·帕爾默（Wallace Palmer）及妻子艾塞爾。[22]
- 英國移民兒童檢察官喬治·史馬特（George Smart）。[23]
- 加拿大軍隊中校查爾斯·泰利（Lt. Col. Charles Tylee）及妻子瑪莎。[24]

二等艙乘客數為253人，約為其容量的一半，主要為一大批170人的救世軍成員及其家屬，他們正前往倫敦參加第三屆國際救世軍大會。
三等艙乘客人數為717人，幾乎達滿載。這組合代表了愛爾蘭皇后號及其北大西洋姊妹航線東行航班三等艙旅客的典型結構，與利物浦出發西行航班的三等艙乘客構成相映成趣。西行航班多為各式移民的混合體，而東行航班則多為來自加拿大及美國的前移民返歸歐洲故鄉者，許多是返鄉探親，也有部分重新移民定居。
亨利·喬治·肯德爾於當月初晉升為愛爾蘭皇后號的船長，此行為他首次以船長身分指揮本船沿聖勞倫斯河航行。

### 碰撞與沉沒
愛爾蘭皇后號於1914年5月29日凌晨抵達佩爾角，當時引水員已下船。船隨即恢復約N76E（076度）的正常外航航向，並於數英里外在右舷船首方向發現挪威煤炭船斯托斯塔德號的桅燈。同時，位於梅蒂斯濱海並沿近乎相反航向W by S（259度）航行的斯托斯塔德號，也看見愛爾蘭皇后號的桅燈。首次目視均在晴朗天氣下進行，但霧氣不久後迅速籠罩兩船，雙方開始反覆鳴響霧笛。當地時間01時56分，斯托斯塔德號撞上愛爾蘭皇后號右舷船中部。斯托斯塔德號未沉沒，愛爾蘭皇后號則遭受嚴重損壞。船側一個巨大缺口使下層甲板迅速進水，令船員驚慌。肯德爾船長用擴音器向斯托斯塔德號船員大喊，要求維持滿速並堵住缺口，但愛爾蘭皇后號仍向前行駛，聖勞倫斯河的水流在約五秒後將斯托斯塔德號推開，使每秒約60,000英制加侖（270,000公升）的海水湧入愛爾蘭皇后號。
愛爾蘭皇后號劇烈向右傾斜，開始由船尾下沉。 沒有時間關閉防水門。水由位於水線上方僅幾英尺的未關舷窗灌入，淹沒了走廊與艙室。大部分位於下層甲板的乘客與船員迅速溺斃。上層甲板的乘客因撞擊而驚醒，立即登上救生艇。數分鐘內，船體傾斜角度加劇，使左舷救生艇無法順利下放。部分乘客嘗試下放救生艇，但艇身撞擊船體，導致艇上乘員跌入冰冷水中。右舷成功下放了五艘救生艇，另有第六、第七艘在下放時翻覆。
愛爾蘭皇后號在碰撞後約五到六分鐘，船上的燈光與電力系統最終失效，使整艘船陷入一片黑暗。碰撞後十分鐘，船身劇烈向右舷翻覆，多達700名乘客與船員從舷窗與甲板爬至左舷。船隻側躺了約一至兩分鐘，似乎觸底擱淺。隨後在02:10，即碰撞約14分鐘後，船首短暫露出水面，隨即完全沉沒。數百人被投入接近冰點的水中。

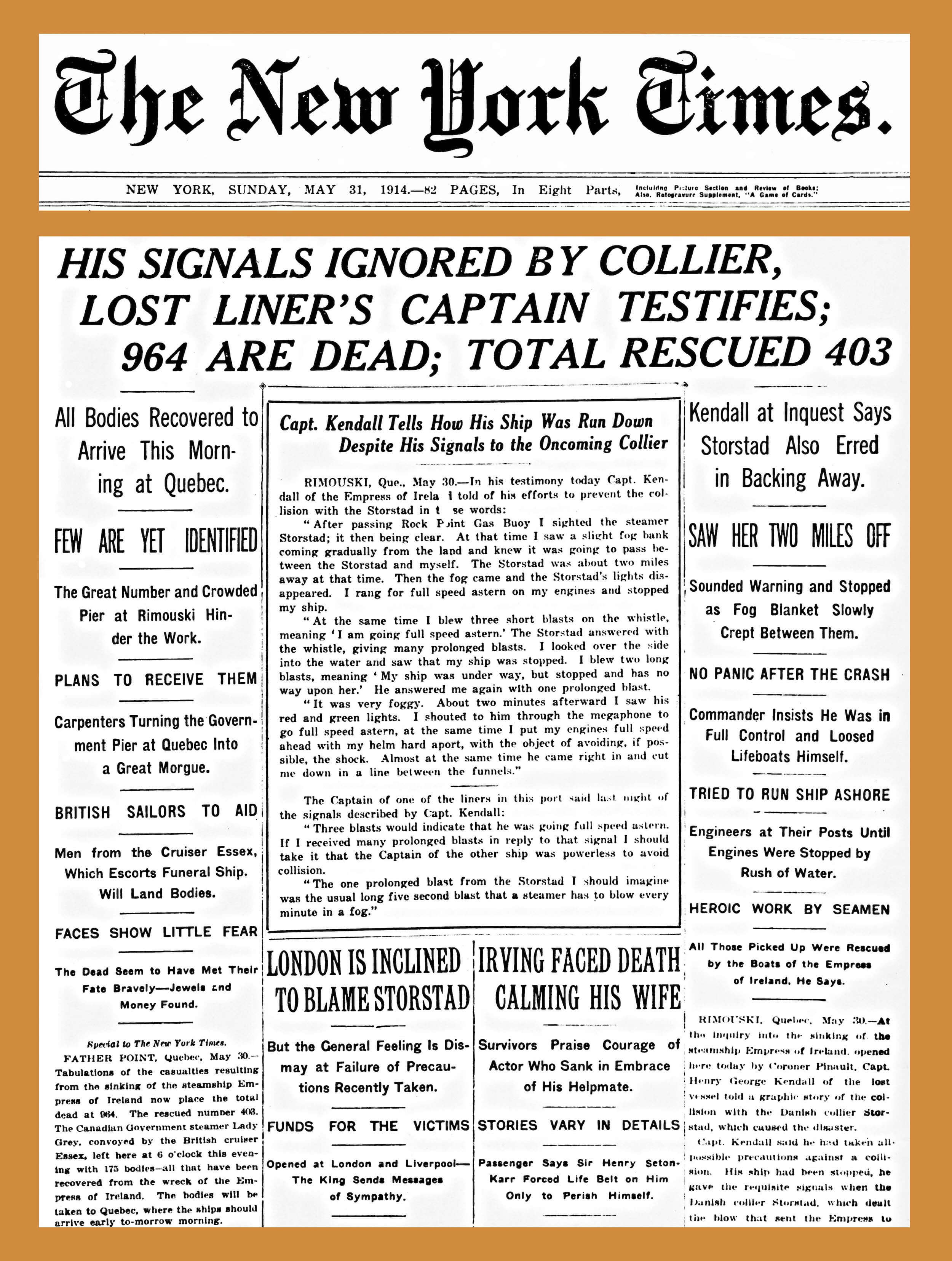
兩天內，報紙刊登了船長肯德爾的證詞，描述他如何在兩船間霧氣瀰漫時，下令鳴笛警告並採取避讓動作。
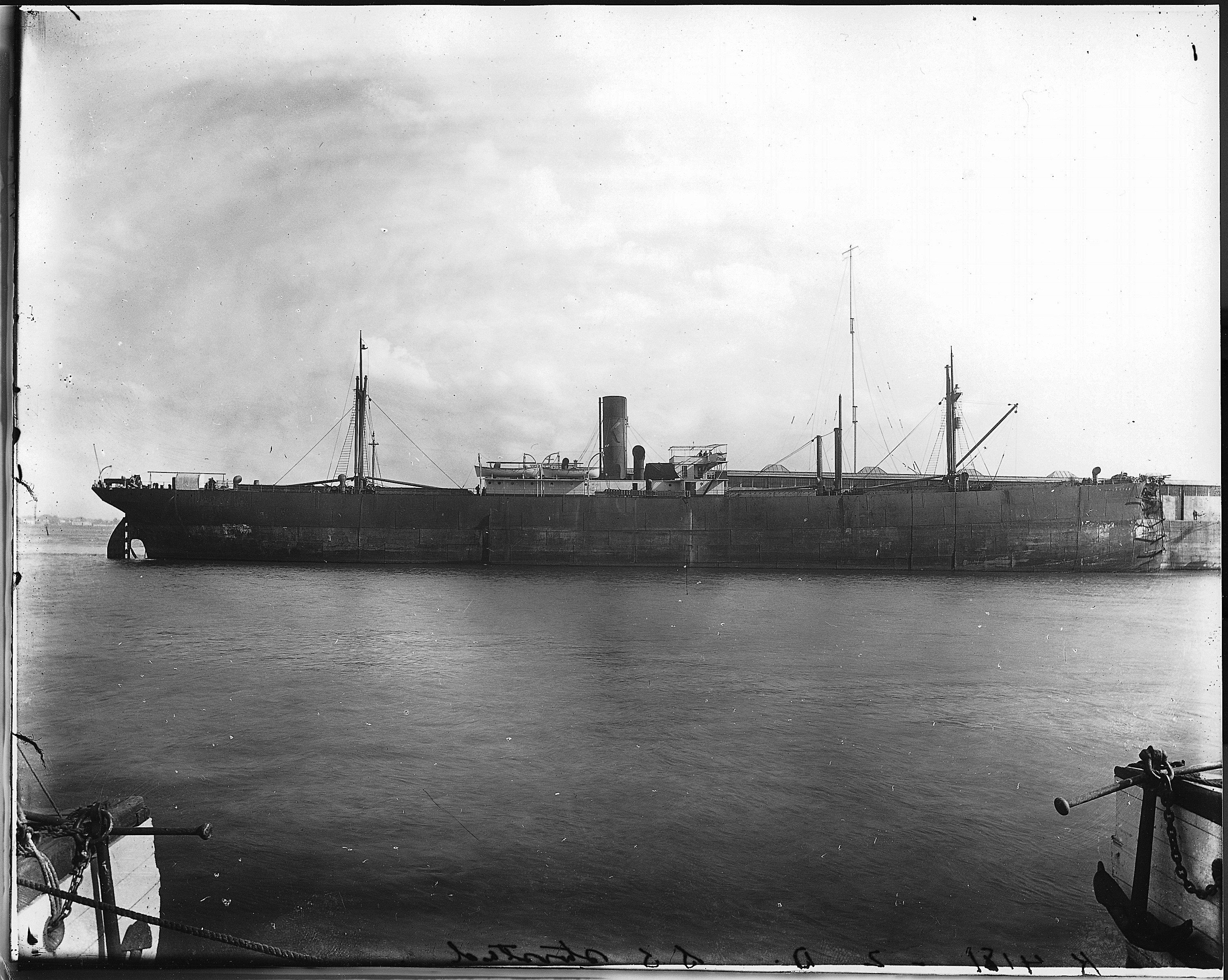
碰撞後的斯托斯塔德號停泊於蒙特婁。注意船首的損傷。
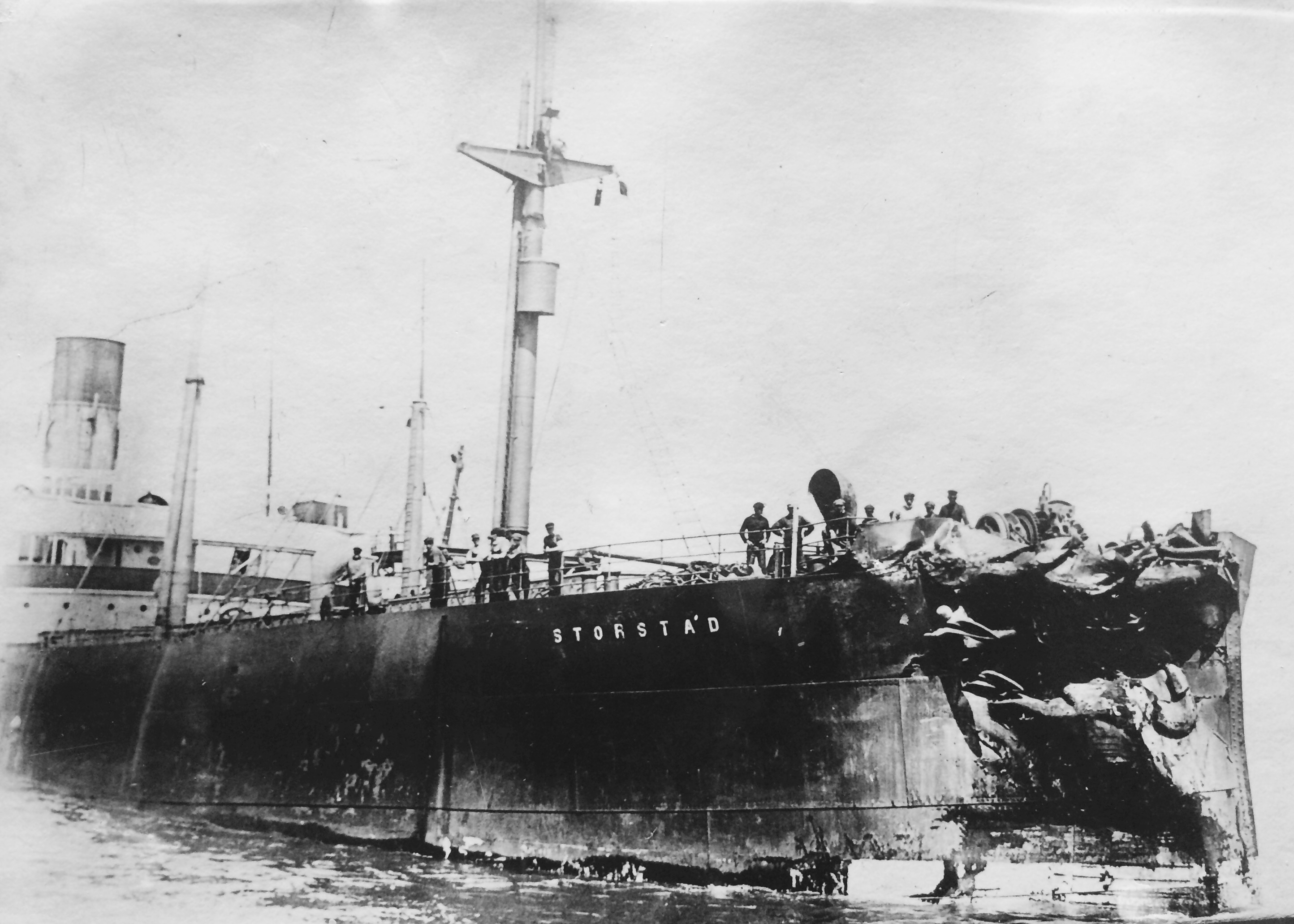
斯托斯塔德號在與愛爾蘭皇后號碰撞後的損傷。
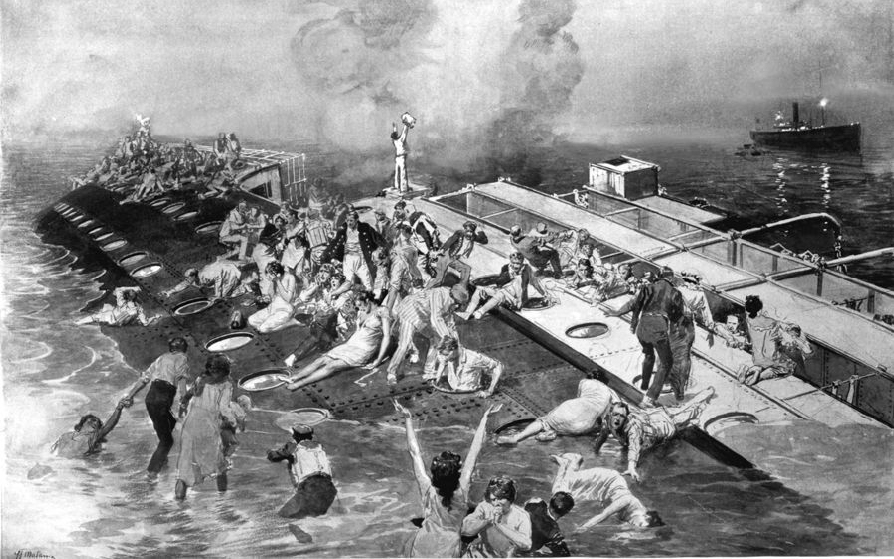
描繪愛爾蘭皇后號沉沒事故的插畫，1914年

### 死傷與生還者

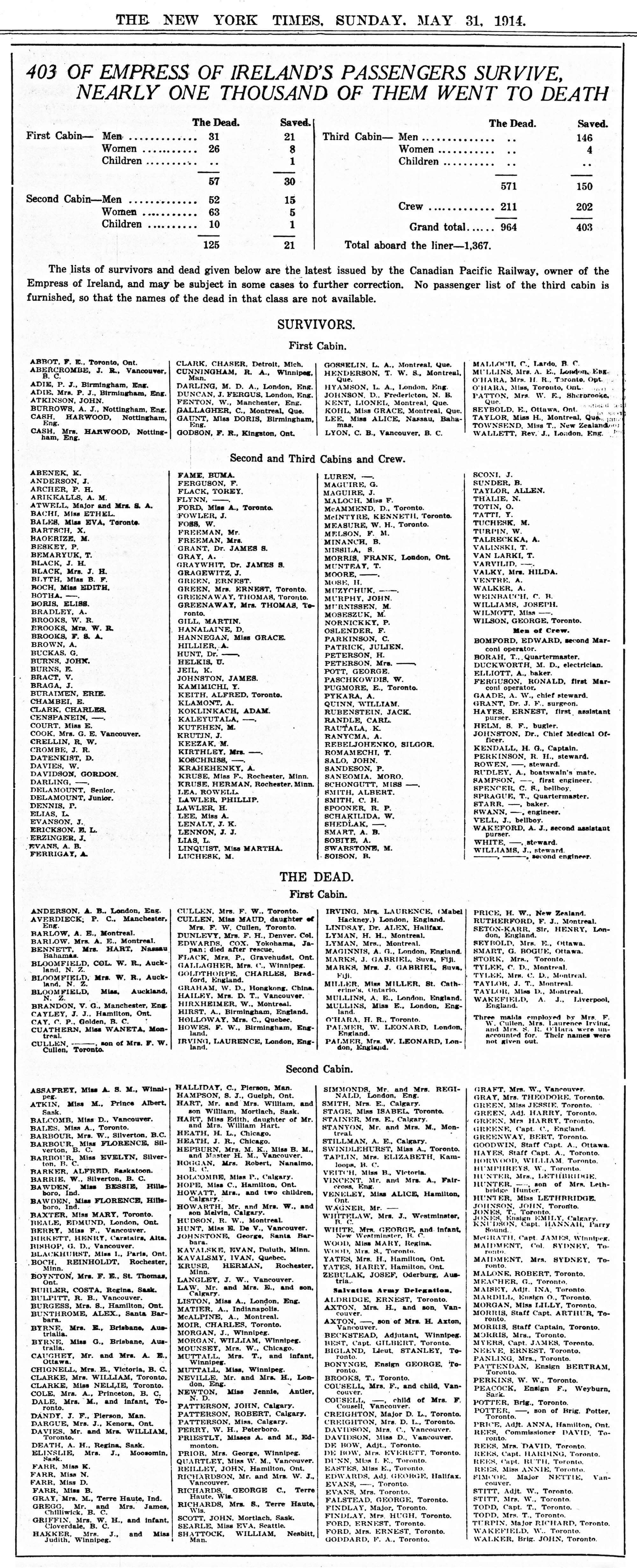
事發兩天後，《紐約時報》公布了生還者與死傷者名單。

此次事故共造成造成1012人死亡，有465人生還：其中4名兒童（共138名）、41名女性（共310名）、172名男性（共609名）、以及248名船員（共420名）。大部分乘客在沉沒時仍在睡夢中（多數未被撞擊驚醒），導致他們在艙室內溺斃，死亡多集中於撞擊側的右舷。
罹難者中包括英國劇作家及小說家勞倫斯·歐文及其妻子梅布林王妃·哈克尼；探險家亨利·薛頓-卡爾；英國官員威廉·哈特-班尼特之妻艾拉·哈特-貝內特（Ella Hart-Bennett）；以及斐濟蘇瓦首任市長加布里埃爾·J·馬克斯（Gabriel J. Marks）與妻子馬里恩（Marion）。查爾斯·林賽·克勞德·鮑斯-里昂（Lieutenant Charles Lindsay Claude Bowes-Lyon）是伊莉莎白王太后的堂兄，雖生還此災，但五個月後於西線戰場伊珀爾附近陣亡。乘客中包含167名救世軍成員，這些旅客中除八人外皆罹難，他們是加拿大職員樂隊，前往倫敦參加國際會議。

### 救援行動
事發期間，斯托斯塔德號依然漂浮著，船員放下自己的救生艇，開始救助水中的倖存者。波恩特奧佩爾的無線電操作員接收到愛爾蘭皇后號的緊急求救信號，通知了兩艘加拿大政府蒸汽船：停泊在波恩特奧佩爾碼頭的引航船尤里卡號，該船於02:30全速離開碼頭；隨後是停靠在里穆斯基碼頭的郵船女爵埃夫林號，於02時45分離開。 尤里卡號於03:10抵達現場，從水中救起約150名生還者。她先將生還者送到波恩特奧佩爾，但隨後被指示轉向里穆斯基碼頭，那裡有醫生和救援物資等候。
女爵埃夫林號於03時45分抵達沉船地點。水中已無生還者，但女爵埃夫林號收容了自斯托斯塔德號救起的200名生還者以及133具遺體，並於05時15分抵達里穆斯基碼頭與尤里卡號會合。斯托斯塔德號雖有損傷但不嚴重，其船長繼續前往魁北克市。
其中一位生還者為亨利·喬治·肯德爾船長，事發時他正位於船橋，迅速下令發射救生艇。當愛爾蘭皇后號向側翻覆時，他被拋出船橋落入水中，隨船下沉。他游到水面，抓住一個木製柵格，等待附近救生艇的船員划過來將他拉上船。肯德爾立即接管了小艇並開始救援行動。救生艇的船員成功救上許多落水者，艇滿後，肯德爾命令船員划向斯托斯塔德號的燈光處，將生還者送下船。他與船員之後往返於斯托斯塔德號和沉船現場數趟尋找生還者。約一兩小時後，肯德爾放棄搜尋，因為仍在水中的生還者可能已因失溫症或遇溺喪生。登上斯托斯塔德號後，肯德爾衝上船橋，向剛醒來的托馬斯·安德森船長怒喊：「你把我的船給撞沉了！」

## 調查

### 調查委員會
調查委員會於1914年6月16日在魁北克召開，持續了十一天。 主持這場充滿爭議的調查的是約翰·比格姆，第一代梅西子爵，他曾於前一年主持國際海上人命安全公約峰會，並曾負責多起重大蒸汽船災難的官方調查，包括鐵達尼號的事件。隔年，他亦主持了盧西塔尼亞號沉沒事故的調查。協助梅西勳爵的是另外兩位委員：阿道夫-巴西爾·魯捷爵士（來自魁北克）以及以西結·麥克勞德首席大法官（來自新不倫瑞克）。三位調查官均由當時的加拿大海事與漁業部長約翰·道格拉斯·黑森依據《加拿大航運法案》第十章正式任命。
在調查開始時，加拿大政府列出了二十個要解答的問題。例如，第4題：「愛爾蘭皇后號是否有足夠且有效的指揮與人員配備？」；第11題：「兩船互見燈號後，是否因霧或霧氣而視線受阻？若是，雙方是否依照《國際海上避碰規則》第15與16條的規定，用汽笛或號角表示各自的航向？」；第19題：「兩船是否皆保持適當的瞭望？」；第20題：「愛爾蘭皇后號的沉沒或人員傷亡是否因該船船長與一副，或斯托斯塔德號的船長、一副、二副、三副的失職或過失所導致？」這些問題在調查報告中皆獲得全面回答。
調查共傳喚了六十一位證人：其中包括愛爾蘭皇后號的二十四位船員與軍官（包括亨利·喬治·肯德爾）；斯托斯塔德號的十二位船員與軍官（包括托馬斯·安德森船長）；愛爾蘭皇后號的五位乘客；以及其他二十位相關人士，包括兩位潛水員、兩位馬可尼公司無線電操作員（位於波恩特奧佩爾）、兩位船舶設計師、魁北克港務長，以及數艘其他船隻的船員與軍官，他們的證詞被認為直接或間接與事件有關。

### 雙方各執一詞
據當時報章報導，對於事故原因存在高度爭議，雙方皆認為對方應負責任。正如調查中指出：「如果兩位船長的證詞都屬實，那麼兩船在引擎關閉的情況下仍發生了碰撞。」斯托斯塔德號的證人表示雙方本應以紅對紅（左舷對左舷）擦肩而過；而愛爾蘭皇后號的證人則聲稱雙方應以綠對綠（右舷對右舷）通過。但「這兩種說法互相矛盾，無法兩立」。
兩艘船對於碰撞的描述在調查中截然不同。  
愛爾蘭皇后號的船員報告指出，在於波恩特奧佩爾卸下領航員後，該船全速駛向外海以離岸航行。過了一會兒，他們在右舷船首方向約six海里（eleven）處發現了一艘汽船的桅燈，該船後來證實是斯托斯塔德號。當時天氣晴朗，視線良好。愛爾蘭皇后號繼續前進一段時間後調整航向，準備沿河航行。進行此變向時，斯托斯塔德號的桅燈仍清晰可見，距離約41⁄2海里（8）。根據亨利·喬治·肯德爾的說法，原意是與斯托斯塔德號以右舷對右舷（綠對綠）擦身而過，不存在碰撞風險。
此時可見斯托斯塔德號的綠燈，但不久後，從陸地吹來的霧牆開始遮蔽其燈光。愛爾蘭皇后號立刻停車（並改為全速倒車），並鳴笛三聲，表示此操作已完成。約一分鐘後，霧完全遮住了斯托斯塔德號的燈光。在雙方進一步交換汽笛訊號後，肯德爾船長發現斯托斯塔德號的桅燈與側燈突然出現在距離僅約100英尺處，幾乎呈直角朝愛爾蘭皇后號高速逼近。為了避免或減輕碰撞，愛爾蘭皇后號的機房被命令全速前進，但已為時過晚，斯托斯塔德號直接撞上愛爾蘭皇后號中央。肯德爾船長明確將責任歸咎於斯托斯塔德號。事故後他對斯托斯塔德號的安德森船長說的第一句話即為：「你撞沉了我的船！」 他至死都堅稱這次碰撞並非他的過失。
斯托斯塔德號的船員則表示，約six至seven海里（eleven至thirteen）處首先在左舷船首方向看見愛爾蘭皇后號的桅燈，燈光當時略微偏向右舷。數分鐘後，他們看見愛爾蘭皇后號的綠燈，距離約three至five海里（six至nine）。這盞綠燈持續可見一段時間，接著他們注意到愛爾蘭皇后號改變航向，其桅燈成一直線（垂直方向），同時顯示出綠紅兩燈。該船繼續向右舷擺動，遮住綠燈，只剩紅燈可見。此燈持續數分鐘後被霧遮蔽。
此時愛爾蘭皇后號約距離兩英里，斯托斯塔德號的大副托夫特尼斯（Mr. Toftenes）認為愛爾蘭皇后號意圖以左舷對左舷（紅對紅）方式交會，若兩船保持相對位置應有充足空間可安全通過。雙方交換汽笛訊號後，斯托斯塔德號減速，並喚醒正在艙中休息的安德森船長。安德森登上駕駛台後，看見一盞桅燈迅速從左舷穿越至右舷，於是立刻下令全速倒車。安德森剛看到桅燈後便看到綠燈，幾秒後愛爾蘭皇后號浮現眼前，兩船隨即發生碰撞。

### 調查報告
在聽取所有證詞後，三位調查委員表示本案責任的關鍵，在於哪艘船在霧中改變了航向。他們認為「別無他結論」，只有斯托斯塔德號向右轉舵，改變了航向，才導致了碰撞。斯托斯塔德號的大副托夫特尼斯被特別點名，因其在濃霧中錯誤且疏忽地改變航向，並且未於霧來時及時叫醒船長，為事故負有主要責任。最終，愛爾蘭皇后號迅速沉沒並造成大量人員死亡，被歸因於三個主要因素：斯托斯塔德號撞擊的位置、未能關閉愛爾蘭皇后號的水密門，以及縱向艙壁阻礙橫向進水導致傾斜加劇。一個附加因素是艙口開啟所造成的災害。倖存的乘客與船員作證，有些上層艙口為了通風而保持開啟狀態。 根據《海上人命安全公约》（SOLAS）規定，所有可開啟艙口在離港前必須關閉並上鎖， 但在如聖羅倫斯河等被認為是平靜水域中，艙口常會為了通風而保持打開。當愛爾蘭皇后號向右舷傾斜時，水從打開的艙口湧入，進一步加劇了船體進水。
官方調查結束後，安德森船長曾表示梅西勳爵「是個傻瓜」，因為他將自己列為碰撞的責任方。他還宣稱自己打算對加拿大太平洋鐵路公司提起訴訟。
加拿大太平洋鐵路公司贏得對A. F. Klaveness & Co（斯托斯塔德號船主）提出的訴訟，索賠金額為加拿大元200萬， 這是愛爾蘭皇后號沉沒時艙內所載白銀的估價。 斯托斯塔德號的船東則對CPR反訴索賠5萬美元，主張愛爾蘭皇后號應負主要責任，並控訴其航行疏忽。 斯托斯塔德號依CPR要求被扣押，最終以17.5萬美元出售給保險公司「普魯登夏信託公司（Prudential Trust）」，代表A.F. Klaveness & Co. 進行轉賣。

### 後續影響
1914年6月5日，加拿大太平洋鐵路公司宣布已租用艾倫皇家郵輪公司的維京號，用以補上愛爾蘭皇后號沉沒後所造成的航運空缺。維京號將加入英國皇后號與其他原已服役於聖羅倫斯航線的加拿大太平洋船隻行列。維京號自利物浦出發的首航日期為6月12日，正好是原定愛爾蘭皇后號的下一班航期。

### 紀錄片
2005年，一部加拿大電視電影《愛爾蘭皇后號最後航程》透過歷史資料、模型重現與水下調查的方式，探討了這次沉沒事件。該節目認為，造成事件的主因似乎是濃霧，再加上肯達爾船長的行動使情況更加惡化。兩位船長在某種程度上都說的是事實，但肯達爾刻意省略了他為了維持公司宣傳中的橫渡大西洋航行速度而指揮愛爾蘭皇后號的行動細節。為了快速超越位於右舷船首方位的史托斯塔號，以維持時間進度，肯達爾在濃霧中向右（靠近史托斯塔號）轉舵，意圖完成一個迴旋後回到原本航向的操作，從右舷通過對方。這樣便可避開他認為會浪費時間的航向繞行。但史托斯塔號的安德森船長透過濃霧看到愛爾蘭皇后號時，觀察到該船在轉向過程中同時顯示左右舷燈，誤以為愛爾蘭皇后號意圖從另一側交會，因此將史托斯塔號轉向右舷以避免碰撞。不料愛爾蘭皇后號隨後卻向左轉回其原定路線，最終導致船首與船側碰撞。
節目的結論認為，兩位船長都未遵守濃霧中應「保持原航向」的規定，儘管史托斯塔號是在觀察到愛爾蘭皇后號偏離後才做出改變。在該片的水槽實驗中，模擬結果顯示愛爾蘭皇后號在碰撞當下不可能處於停止狀態。此外，透過對沉船引擎室中輪機命令電報機的水下觀察，節目指出肯達爾船長聲稱他曾下令關閉水密門的說法可能並不屬實。

### 影響
愛爾蘭皇后號的沉沒證明了當時常見的「內傾式船艏」（tumblehome）或倒斜艏設計，在船對船碰撞中具有致命風險。這種設計會導致水線下遭受巨大損壞，實際效果如同衝角，能輕易刺穿未裝甲的船殼（尤其在船隻有速度行駛時）。史托斯塔號的船艏撞擊愛爾蘭皇后號時，就如同「鑿子刺入錫罐」。 此次災難發生後，海軍設計師開始轉向採用上傾式（raked）船艏設計，使碰撞時的衝擊能量盡可能維持在水面之上，減少對水下結構的損害。
此外，愛爾蘭皇后號的快速沉沒也成為20世紀海軍建築師約翰·瑞德（John Reid）與威廉·霍夫加德（William Hovgaard）用來反對縱向艙壁設計的經典案例。縱向艙壁雖未完全水密，但它將水困在外部煤艙與內部艙室之間的空間，造成快速傾斜，使艙口落入水面之下，進而使乘員區持續進水，最終導致主甲板沉入水中，造成上層艙室也被淹沒，最終整艘船傾覆沉沒。瑞德與霍夫加德都在論文中引用愛爾蘭皇后號作為證據，主張縱向分隔在碰撞中是極為危險的設計。
愛爾蘭皇后號沉沒的描寫出現在德克·皮特冒險系列小說《深海奇謀》第二章中，該沉船地點也出現在小說第四部份之中，作者為克萊夫·卡斯勒。

## 殘骸

### 打撈作業

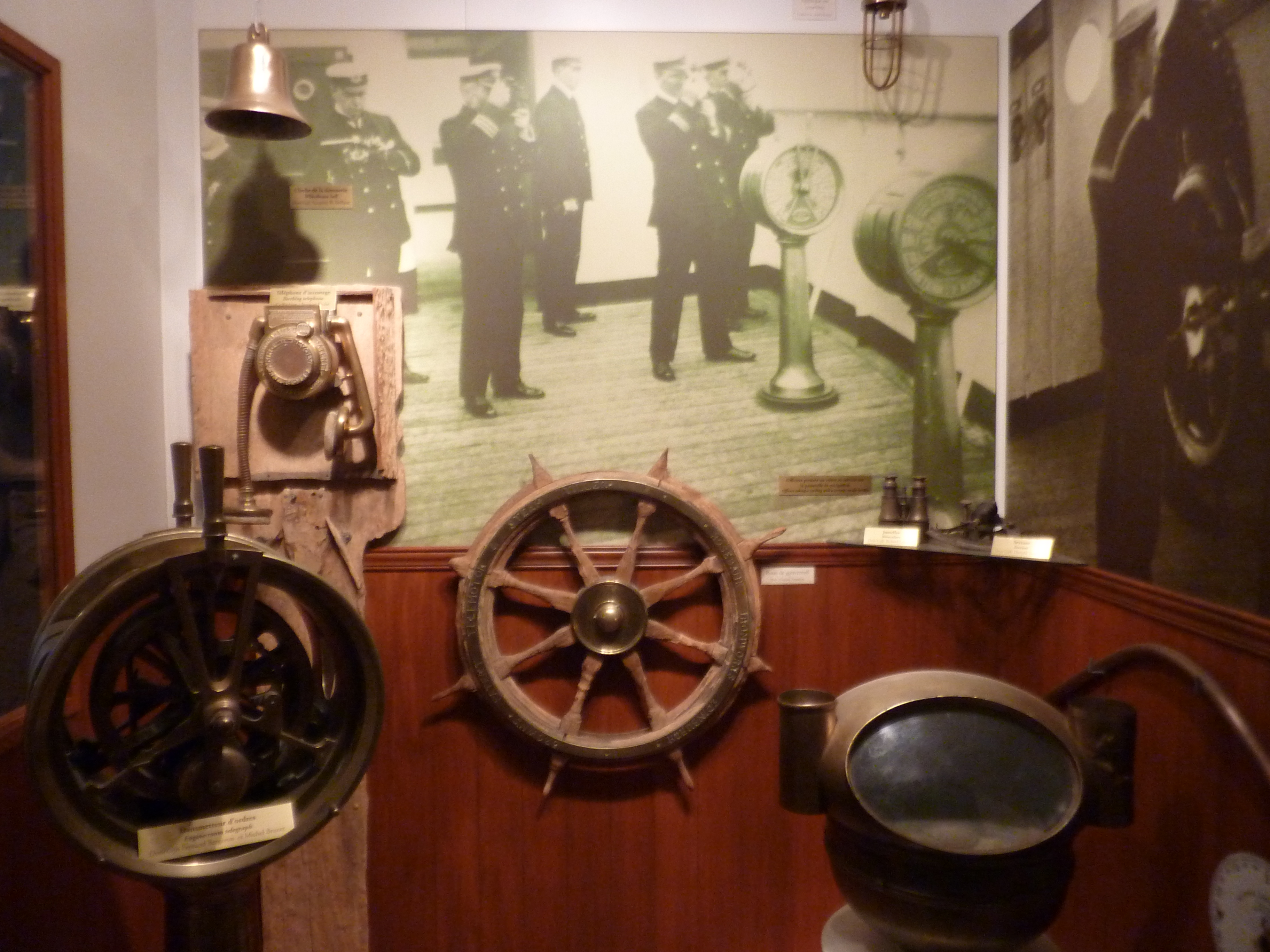
愛爾蘭皇后號打撈上岸的文物，波因特歐佩爾海事歷史遺址典藏。

愛爾蘭皇后號沉沒後不久，便展開了打撈作業，主要目標是回收船上財務官的保險櫃與郵袋。由於沉船深度僅約130英尺（40），在沉沒後的初期甚至可看到主桅與煙囪仍浮現於水面之下，因此被認為打撈作業具有可行性。當打撈人員從船上打撈遺體與貴重物品時，必須克服聖羅倫斯河的強流與能見度不足的困難。其中一位身穿標準潛水服的潛水員愛德華·科薩布姆（Edward Cossaboom）不幸喪生，推測是因從船殼滑落，墜入約20米（65英尺）深的河床，並在過程中扯斷或壓斷了空氣管。他被發現時已昏迷綁在生命繩上，救上水面後搶救無效。 事後有不實報導聲稱，由於水壓劇增導致潛水員的身體遭到壓縮，「只剩下覆著銅盔與帆布觸鬚的水母狀軀體」。 打撈隊最終恢復作業，成功打撈出318袋郵件與251條銀條（白銀錠），總價值約為15萬美元（2013年調整通膨後為約1,099,000美元）。
1964年，一群加拿大潛水員重新探訪沉船，打撈出一座黃銅船鐘。1970年代，另一批潛水員打撈出一組舵機傳動裝置、部分馬可尼無線電設備、一個黃銅艙口與一具羅盤。著名海洋學家與海底考古學家羅伯·巴拉德（曾發現鐵達尼號殘骸與俾斯麥號戰艦）亦曾潛訪愛爾蘭皇后號殘骸。他發現該船正逐漸被淤泥掩蓋，並指出從固定裝置到人類遺骸，仍有部分物件持續遭到「尋寶者」取走。

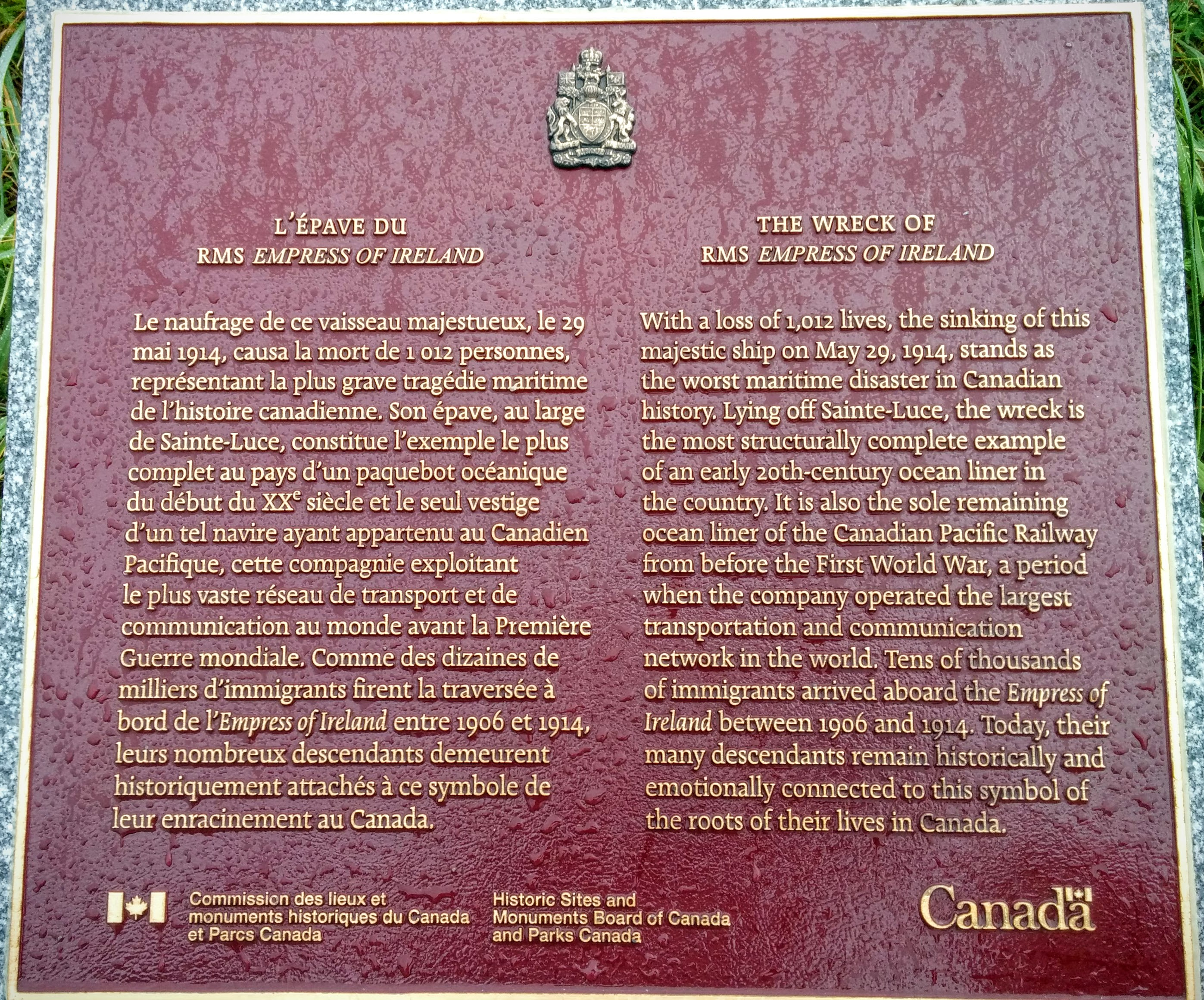
位於龐特歐佩爾的紀念銘牌

### 遺址保護
在魁北克省，沉船並未自動獲得明確法律保護。 不過在1999年，愛爾蘭皇后號被宣告為具有歷史及考古意義遺址，因此獲得魁北克文化財法保護，並登錄於加拿大國家歷史遺址名錄（魁北克）中。 這是魁北克首次將水下遺址列為受保護的歷史遺產。
該項保護措施至關重要，因為與鐵達尼號不同，愛爾蘭皇后號沉沒的深度僅約40公尺，雖對技術熟練的休闲潜水者可達殘骸現場，但因低溫、強流與視線不良，潛水風險極高。 截至2009年，已有六人在該沉船潛水時喪命。

## 紀念活動
2014年5月，為紀念愛爾蘭皇后號沉沒百週年，加拿大各地舉行了多場紀念活動， 包括在加拿大历史博物馆舉辦的特展《愛爾蘭皇后號：加拿大的鐵達尼號》，並於2015年巡展至皮爾21加拿大移民博物館。
加拿大邮政亦發行了兩枚紀念郵票。其中，國內「永久」郵票由伊莎貝爾·圖森（Isabelle Toussaint）設計，以七色平版印刷技術製作，首日封於罹難者與生還者最初送達地——里穆斯基銷戳。國際版本郵票則由蘇珊·史考特（Susan Scott）設計，採用她委託海洋畫家阿里斯蒂德·巴拉諾斯（Aristides Balanos）繪製的油畫插圖，以六色平版印刷技術製作；首日封則於沉沒地點最近的龐特歐佩爾（魁北克）銷戳。
皇家加拿大鑄幣廠亦於2014年發行一枚紀念災難百週年的紀念幣。

### 紀念碑

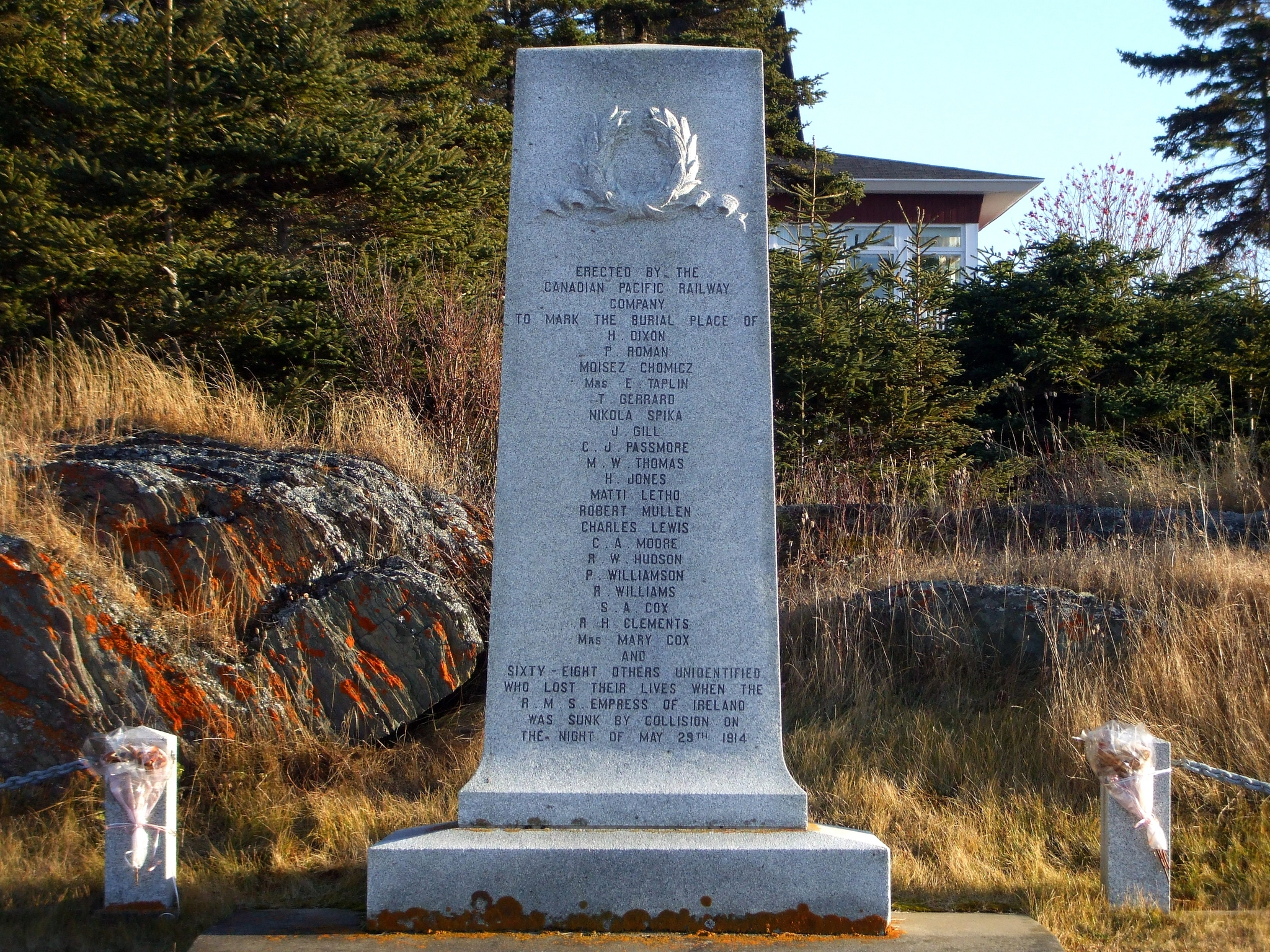
位於魁北克省蓬托佩爾的紀念碑

加拿大太平洋鐵路公司在事發後於加拿大各地建立了多處紀念碑，以標示在悲劇性沉船事故後幾天內尋回遺體的乘客與船員的安葬地。在里穆斯基設有兩座紀念碑。一座位於里穆斯基與蓬托佩爾之間的海岸公路旁，紀念八十八名遇難者；碑文刻有二十個名字，其餘六十八人則未能辨認。第二座紀念碑設置於里穆斯基的墓地，用以紀念另外七名遇難者，其中四人有記名。
鐵路公司亦在魁北克省多處建立紀念碑，例如位於魁北克市西勒利西勒利遺產區內的赫爾蒙山公墓與聖派翠克墓園（St. Patrick's Cemetery）。
救世軍在多倫多的芒特普萊森特公墓豎立了自己的紀念碑。碑文書寫：「神聖紀念於1914年5月29日星期五黎明時分，從愛爾蘭皇后號提升榮耀的救世軍167名軍官與士兵」。事故周年日該處每年均舉行追思禮拜。

### 書籍
- . BBC Four – Timeshift, Series 9, Episode 2.   [2025-06-23].
- 约瑟夫·康拉德. . London: Richard Clay and Sons, Ltd. 1919.
- Croall, Jonathan. . Sphere. 1980. ISBN 0-7221-2548-8.
- Filey, Mike. . Dundurn Press. 2000.
- Flayhart, William H. . W. W. Norton & Company. 2005. ISBN 0-393-32651-9.
- Grout, Donald. . Gloucestershire: Tempus Press. 2001.
- Grout, Donald. . Gloucestershire: The History Press. 2014.
- Marshall, Logan. . John C. Winston. 1914.
- Marshall, Logan. . London: Patrick Stephens. 1972. ISBN 0-911962-03-4.
- McMurray, Kevin F. . International Marine / McGraw-Hill. 2004.
- Renaud, Anne. . Dundurn Press. 2010. ISBN 978-1-55488-759-0.
- Roy, Ken. . Vanier: Les Editions du Plongeur. 1993.
- Saward, Joe. . Morienval Press. 2010. ISBN 978-0-9554868-1-4.
- . Rimouski, Québec: 波因特歐佩爾海事歷史遺址（英语：Site_historique_maritime_de_la_Pointe-au-Père）. 2007. ISBN 978-2980452727.
- Willis, John. . Gatineau: Canadian Museum of History. 2014. ISSN 2291-6385.
- Wood, H.P. . Toronto: Image Pub. 1982. ISBN 9780919357143.
- Zeni, David.  1st Canadian edition. Halsgrove. 1998.

## 外部連結
- Empress of Ireland Commemorations from the 波因特歐佩爾海事歷史遺址（英语：Site_historique_maritime_de_la_Pointe-au-Père）
- The Empress Of Ireland wrecked
- Tales of Tragedy and Triumph: Canadian Shipwrecks, a virtual museum exhibition at Library and Archives Canada
- Merseyside Maritime Museum: The Empress of Ireland disaster
- Crew List
- First Class Passenger List
- Second Class Passenger List
- Third Class Passenger List
- Film of the arrival of the Lady Grey in Quebec City with the victims of the sinking of the Empress of Ireland (Pathé, 1914)